# Kardynałowie z nominacji Klemensa VI
Papież Klemens VI (1342–1352) mianował 25 nowych kardynałów na czterech konsystorzach:

## 20 września 1342
1. Élie de Nabinal OFM, tytularny patriarcha Jerozolimy – kardynał prezbiter S. Vitale, zm. 13 stycznia 1348
2. Guy de Boulogne, arcybiskup Lyonu – kardynał prezbiter S. Cecilia, następnie (18 grudnia 1350) kardynał biskup Porto e Santa Rufina, zm. 25 listopada 1373
3. Aymeric de Chalus, biskup Chartres, daleki krewny papieża – kardynał prezbiter Ss. Martino e Silvestro, zm. 31 października 1349
4. Andrea Ghini Malpighi, biskup Tournai – kardynał prezbiter S. Susanna, zm. 2 czerwca 1343
5. Étienne Aubert, biskup Clermont – kardynał prezbiter Ss. Giovanni e Paolo, następnie kardynał biskup Ostia e Velletri (13 lutego 1352) i papież Innocenty VI (18 grudnia 1352), zm. 12 września 1362
6. Hugues Roger OSB, brat papieża, biskup elekt Tulle – kardynał prezbiter S. Lorenzo in Damaso, zm. 21 października 1363
7. Adhémar Robert, notariusz apostolski – kardynał prezbiter S. Anastasia, zm. 1 grudnia 1352
8. Gérard de la Garde OP, powinowaty papieża, generał zakonu dominikanów – kardynał prezbiter S. Sabina, zm. 27 września 1343
9. Bernard de La Tour, powinowaty papieża, kanonik kapituły w Lyonie – kardynał diakon S. Eustachio, zm. 7 sierpnia 1361
10. Guillaume de la Jugié, siostrzeniec papieża – kardynał diakon Maria in Cosmedin (tytuł nadany 12 października 1342), następnie (22 września 1368) kardynał prezbiter S. Clemente, zm. 28 kwietnia 1374

## 27 lutego 1344
1. Pierre Bertrand, biskup Arras – kardynał prezbiter S. Susanna, następnie (1353) kardynał biskup Ostia e Velletri, zm. 13 lipca 1361
2. Nicolas de Besse, siostrzeniec papieża, biskup Limoges – kardynał diakon S. Maria in Via Lata, zm. 5 listopada 1369

## 28 maja 1348
1. Pierre Roger de Beaufort, bratanek papieża, kanonik kapituł w Rouen i Paryżu – kardynał diakon S. Maria Nuova (tytuł nadany 5 czerwca 1348), następnie (30 grudnia 1370) papież Grzegorz XI, zm. 27 marca 1378

## 17 grudnia 1350
1. Gil Álvarez de Albornoz CanReg, arcybiskup Toledo – kardynał prezbiter S. Clemente, następnie (19 grudnia 1355) kardynał biskup Sabiny, zm. 23 sierpnia 1367
2. Pasteur de Sarrats OFM, arcybiskup Embrun – kardynał prezbiter Ss. Marcellino e Pietro, zm. 11 października 1356
3. Raymond de Canillac CanReg, powinowaty papieża, arcybiskup Tuluzy – kardynał prezbiter S. Croce in Gerusalemme, następnie (4 listopada 1361) kardynał biskup Palestrny, zm. 20 czerwca 1373
4. Guillaume d'Aigrefeuille, kuzyn papieża, arcybiskup elekt Saragossy – kardynał prezbiter S. Maria in Trastevere, następnie (17 września 1367) kardynał biskup Sabiny, zm. 4 października 1369
5. Nicola Capocci, biskup Seo de Urgell – kardynał prezbiter S. Vitale (tytuł nadany 3 lutego 1351), następnie (1361) kardynał biskup Tusculum, zm. 26 lipca 1368
6. Pectin de Montesquieu, biskup Albi – kardynał prezbiter Ss. XII Apostoli (tytuł nadany 3 lutego 1351), zm. 1 lutego 1355
7. Arnaud de Villemur CanReg, biskup Pamiers – kardynał prezbiter S. Sisto (tytuł nadany 3 lutego 1351), zm. 28 października 1355
8. Pierre de Cros, kuzyn papieża, biskup Auxerre – kardynał prezbiter Ss. Silvestro e Martino (tytuł nadany 5 kwietnia 1351), zm. 23 września 1361
9. Gilles Rigaud OSB, opat  Saint-Denis – kardynał prezbiter S. Prassede (tytuł nadany 14 czerwca 1351), zm. 10 września 1353
10. Jean de Moulins OP, generał zakonu dominikanów – kardynał prezbiter S. Sabina (tytuł nadany 3 lutego 1351), zm. 23 lutego 1353
11. Rinaldo Orsini, notariusz apostolski – kardynał diakon S. Adriano, zm. 6 czerwca 1374
12. Jean de Caraman, notariusz apostolski – kardynał diakon S. Giorgio in Velabro, zm. 1 sierpnia 1361